# Supergrass
Supergrass – brytyjski zespół rockowy (patrz też: brit pop) założony przez Gaza Coombesa i Danny’ego Goffeya w 1993 w Oksfordzie.

## Historia
W lutym 1993  Gaza Coombes i Danny Goffeythey założyli grupę „Theodore Supergrass”. W założeniu miał powstać bohater animacji o imieniu Theodore, który występowałby wraz z zespołem, lecz powodu przewidywanych dużych kosztów bohater i animacja nie powstały a z nazwy grupy odpadło Theodore.
W 1994 grupa wydała pierwszy singiel Caught by the Fuzz. Supergrass znani są ze swego luźnego podejścia do muzyki, co widoczne jest w wielu „niepoważnych piosenkach”, dalekich od kanonu rocka, jak np. Alright. Płyta Road to Rouen zdecydowanie odbiegająca nastrojem od poprzednich, nagrywana była w Normandii i nawiązuje tytułem do płyty Ramones Road to Ruin. Największe przeboje to St. Petersburg, Alright, Pumping On Your Stereo, Sun Hits the Sky czy Bad Blood.

Ich piosenki – Road to Rouen i Richard III zostały wykorzystane do ścieżki dźwiękowej gry FlatOut 2, a Bad Blood w Need for Speed: Undercover.
Supergrass często porównywany był do Oasis.

## Skład
- Gaz Coombes – gitara, wokal
- Danny Goffey – perkusja, wokal
- Mick Quinn – gitara basowa, wokal
- Rob Coombes – instrumenty klawiszowe – (od 2002)

## Dyskografia

### Albumy
- I should coco (1995)
- In it for the money (1997)
- Supergrass (1999)
- Life on other planets (2002)
- Road to Rouen (2005)
- Diamond Hoo Ha (2008)

### Składanka
Supergrass is 10: The Best of 94-04 (2004)